# Prionovolva
Prionovolva là một chi ốc biển, là động vật thân mềm chân bụng sống ở biển thuộc họ Ovulidae.

## Các loài
Các loài thuộc chi Prionovolva bao gồm:
- Prionovolva brevis (G. B. Sowerby I, 1828)
- Prionovolva choshiensis (Cate, 1973)[3]
- Prionovolva freemani Liltved & Millard, 1994
- Prionovolva melonis Rosenberg, 2010[4]

Synonymized species
- Prionovolva aenigma Azuma & Cate, 1971: đồng nghĩa của Habuprionovolva aenigma (Azuma & Cate, 1971)
- Prionovolva aureomarginata Shikama, 1973: đồng nghĩa của Pseudosimnia pyrulina (A. Adams, 1854)
- Prionovolva brevis sensu Allan, 1956: đồng nghĩa của Testudovolva nipponensis (Pilsbry, 1913)
- Prionovolva castanea Cate, 1978[5]: đồng nghĩa của Prionovolva brevis (G. B. Sowerby I, 1828)
- Prionovolva cavanaghi Schilder, 1941: đồng nghĩa của Globovula cavanaghi (Iredale, 1931)
- Prionovolva ericae Cossignani & Calo, 2002[6]: đồng nghĩa của Testudovolva ericae (Cossignani & Calo, 2002)
- Prionovolva fruticum (Reeve, 1865): đồng nghĩa của Prionovolva brevis (G. B. Sowerby I, 1828)
- Prionovolva nebula Azuma & Cate, 1971: đồng nghĩa của Testudovolva nebula (Azuma & Cate, 1971)
- Prionovolva nivea Cate, 1974[7]: đồng nghĩa của Prionovolva brevis (G. B. Sowerby I, 1828)
- Prionovolva nubeculata (G. B. Sowerby II in A. Adams & Reeve, 1848): đồng nghĩa của Prionovolva brevis (G. B. Sowerby I, 1828)
- Prionovolva pudica[8]: đồng nghĩa của Prionovolva brevis (G. B. Sowerby I, 1828)
- Prionovolva pulchella (H. Adams, 1873): đồng nghĩa của Testudovolva pulchella H. Adams, 1874
- Prionovolva wilsoniana Cate, 1973[9]: đồng nghĩa của Prionovolva brevis (G. B. Sowerby I, 1828)